# SP-543
A SP-543 é uma rodovia transversal do estado de São Paulo, administrada pelo Departamento de Estradas de Rodagem do Estado de São Paulo (DER-SP).

## Denominações
Recebe as seguintes denominações em seu trajeto:
	Nome:		Percy Waldir Semeguini, Rodovia
- De – até:	 SP-320 (Fernandópolis) – Guarani D'Oeste – Divisa de Minas Gerais
- Legislação:		LEI 3.086 DE 24/11/81

## Descrição
Faz a ligação entre os municípios de Fernandópolis e Ouroeste. É pavimentada e possui aproximadamente 53 km de extensão. A sua denominação atual foi sancionada pelo então governador José Maria Marin.
Tem seu ponto inicial na SP-320 e seu término é na divisa com Minas  Gerais na Usina Água Vermelha.
Principais pontos de passagem: SP 320 (Fernandópolis) - Guarani d'Oeste - Divisa MG (Us. Água Vermelha)

## Características

### Extensão
- Km Inicial: 553,930
- Km Final: 607,325

### Localidades atendidas
- Fernandópolis
- Brasitânia
- Guarani d'Oeste
- Ouroeste
- Arabá